# Antershamerau
Antershamerau ist eine Streusiedlung (Zerstreute Häuser) in der Gemeinde Diersbach in Oberösterreich (Bezirk Schärding). Die Ortschaft wurde 1981 von 20 Personen bewohnt und wird zur Ortschaft Antersham gezählt.

## Geographie
Antershamerau ist eine Streusiedlung der Gemeinde Diersbach, das rund drei Kilometer südwestlich des Ortszentrums von Diersbach entfernt. Das Dorf befindet sich dabei im südlichen Teil des Gemeindegebietes in der Katastralgemeinde Kalling. Antersham liegt an südlich der Salzkammergutbahn und der Pram, die den Ortsteil auch von Antersham trennt. Vom Ortszentrum Diersbach ist Antersham über die Eisenbirner Landesstraße (L 515) und in weiterer Folge über die Kallinger Bezirksstraße (L 1127) erreichbar. Nachbarorte von Antershamerau sind Antersham und Inding im Norden, Igling und Unterpramau im Westen, Oberschärdingerau im Südwesten, Erlau und Winertshamerau im Süden sowie Hebertspram und Seifriedsedt im Osten.

## Geschichte und Bevölkerung
Antershamerau wurde von der Statistik oftmals bei Anterham mitgezählt und nur fallweise separat ausgewiesen. 1923 wies Antershamerau zwei Gebäude und zehn Einwohner auf. 1971 lebten in der Streusiedlung 21 Einwohner in sechs Gebäuden. 1981 waren es 21 Einwohner in sechs Gebäuden.